# Маврокордато

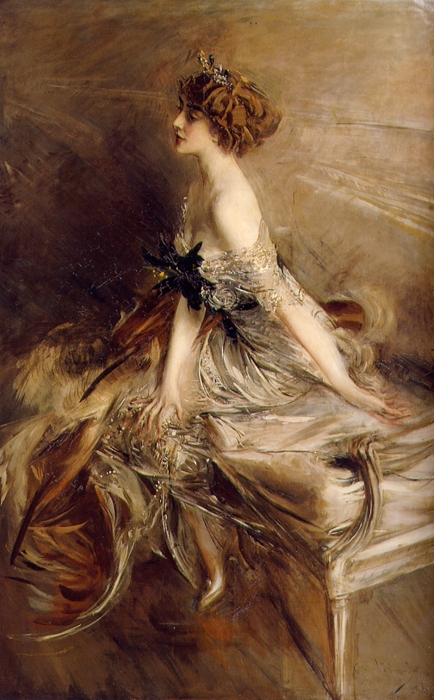
Княгиня Марта Бибеску, урождённая Маврокордато.

Маврокордато (греч. Μαυροκορδάτος, рум. Mavrocordat) — фанариотский княжеский род, происходящий от Николая Маврокордато, уроженца острова Хиос. Его потомки живут в Европе и США.

## История
Николай Маврокордато поселился в первой четверти XVII века в Константинополе, где занимался торговлей.
Его сын Александр Маврокордато (умер в 1709 году) был турецким посланником в Вене (1688), а в 1698 году получил от султана княжеский титул. Сын князя Александра — Николай (умер в 1730 году) был правителем Молдавии, затем — Валахии. Сын князя Николая, Константин (умер в 1769 году), дважды правил Молдавией.
Двоюродный брат последнего, Александр II Маврокордат (умер в 1819 году), был правителем Молдавии (1785—1786), бежал в Россию, где был милостиво принят императрицей Екатериной II. Ему принадлежал первый план освобождения Греции. Две ветви рода Маврокордато поступили в русское подданство, и за ними был признан княжеский титул.

## Однофамильный некняжеский род
В 1887 г. почётный попечитель 2-й Одесской гимназии, директор попечительского о тюрьмах комитета, титулярный советник Матвей Фёдорович Маврокордато (1863—1935) подал прошение в Департамент Герольдии о признании его в правах потомственного дворянства по пожалованному ему 01.01.1887 ордену Св. Владимира 4-й степени, К прошению был приложен проект герба с разъяснениями о том, что греческий крест должен указывать на его происхождение из Греции, оторванная чёрная голова мавра должна напоминать о победах его предков над сарацинами и маврами и что именно за эти победы к их фамилии Кордато была присоединена приставка «Мавро». Указом Правительствующего Сената от 02.02.1888 Матвей Федорович был утверждён в правах потомственного дворянства, а в 1890 был высочайше утверждён его герб (в «Общий гербовник» внесен не был).

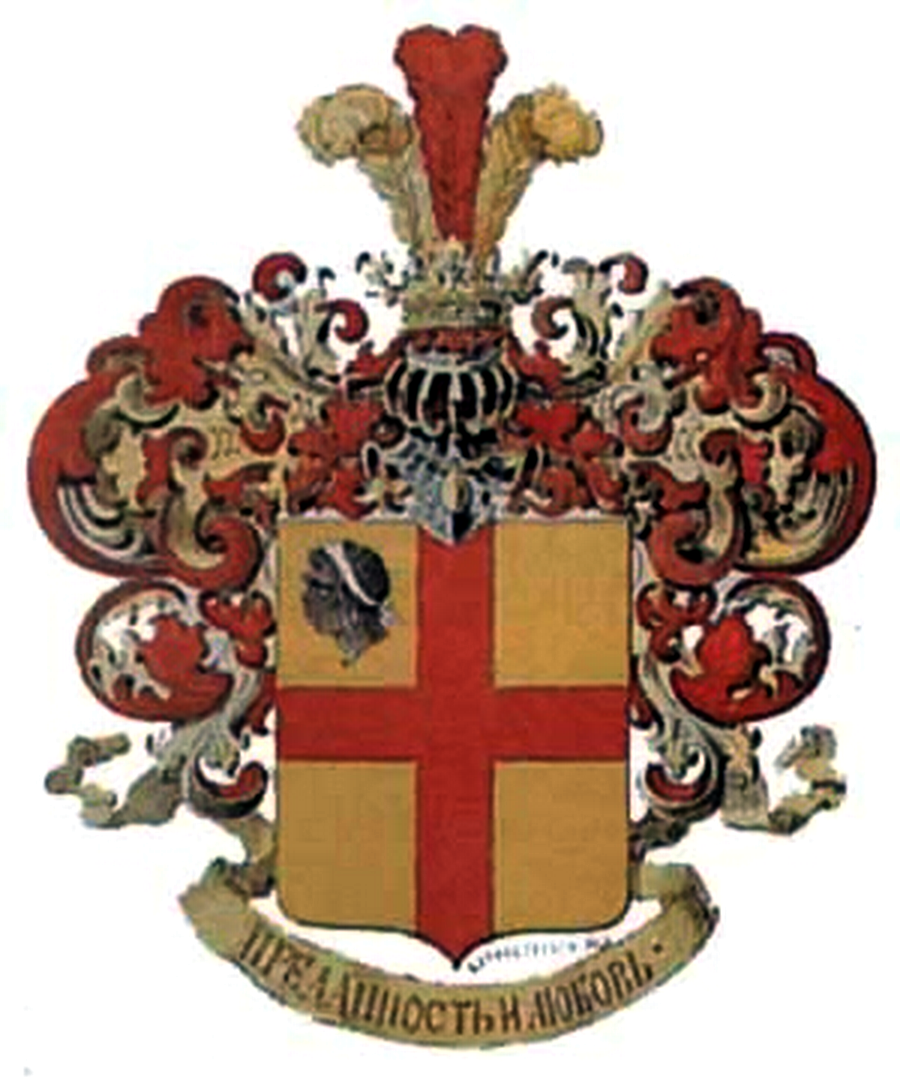
Герб российских дворян Маврокордато.

## Описание герба
В золотом щите красный крест. Справа в верхней части голова негра (мавра) с серебряной повязкой. Над щитом дворянский коронованный шлем.
Нашлемник — три страусовых пера — среднее красное, остальные золотые. Намёт красный с золотом. Девиз: «Преданность и любовь» красным по золоту.

## Известные представители рода
- Александра Маврокордату[англ.] (1605—1684) — известная греческая интеллектуалка и салонистка.
- Александр Маврокордато (1641—1709) — политический и дипломатический деятель Османской империи.
- Николай Маврокордато (1670—1730) — господарь Валахии и Молдавии, драгоман Дивана Оттоманской империи.
- Иоанн Маврокордат (1684—1719) — господарь Валахии и Молдавии, драгоман Дивана Оттоманской империи.
- Константин Маврокордат (1711—1769) — греческий дворянин, был 6 раз господарем в Валахии и 4 раза в Молдавском княжестве.
- Александр I Маврокордат (1742—1812) — господарь Молдавии в 1782—1785 годах.
- Александр II Маврокордат (1754—1819) — господарь Молдавии в 1785—1786 годах.
- Александр Маврокордатос (1791—1865) — греческий политический деятель, один из лидеров греческой революции.
- Маврокордато, Карл Степанович (?—1851) — Георгиевский кавалер; полковник; № 8393; 26 ноября 1850.
- Маврогордато, Пётр Амвросиевич (1870—1946) — известный археолог-любитель.
- Марта Бибеску (урождённая Марта Лючия Лаховари, княжна Маврокордат) (1886—1973)— румынская и французская писательница, общественный деятель Румынии.